# Uberto Visconti di Somma
Uberto Maria Visconti di Somma (Milano, XVI secolo – Fermo, 7 luglio 1648) è stato un presbitero e politico italiano.

## Biografia
Nato a Milano nella nobile famiglia dei Visconti di Somma, ramo collaterale del più importante ramo ducale, era figlio di Battista, VII signore di Somma, e di sua moglie, la contessa Ippolita Barbiano. Per parte di sua madre era pronipote di Francesco Torelli, sovrano della Contea di Montechiarugolo. Si formò a Milano dove studiò presso il Collegio dei Giureconsulti dal 1634 e dal 1640 venne eletto alla carica di canonico e poi di arciprete del duomo di Milano, incarico che mantenne sino al 1644.
In quello stesso anno, venne nominato da papa Innocenzo X al ruolo di cameriere segreto e divenne vice-governatore della città di Fermo, nelle Marche, in nome del nipote del pontefice, il cardinale Camillo Francesco Maria Pamphili. Gerolamo Boccardo nella sua Nuova Enciclopedia Italiana lo definiva "rotto del costume" ad indicare il comportamento che presumibilmente egli tenne nei confronti dell'amministrazione della cittadina marchigiana, motivo per cui durante la rivolta del 1648 (scoppiata a causa del dirottamento delle riserve di grano della città a supporto delle truppe spagnole) gli abitanti della città si accanirono anche su di lui. Braccato dalla folla, il Visconti tentò in un primo momento di riparare verso la cattedrale, poi verso il convento dei cappuccini, ma infine pensò ad un sicuro rifugio nelle prigioni cittadine, ma lì venne trucidato dai rivoltosi il 7 luglio 1648. Il suo cadavere, denudato, venne condotto sulla pubblica piazza e lì abbandonato. Alle prime ore del giorno successivo i padri filippini della città si occuparono di dargli degna sepoltura nella vicina chiesa di santa Maria dell'Umiltà.
Dopo la morte del Visconti e quando lo Stato Pontificio ebbe ristabilito l'ordine tramite un drappello di uomini al comando del futuro cardinale Lorenzo Imperiali, fece seguito un processo nel quale 1000 persone vennero accusate di sedizione nei confronti del governo e, tra questi, vennero identificati anche gli uccisori del Visconti. Diversi membri della nobiltà avevano preso parte all'assassinio e ai moti di rivolta, ma erano riusciti a mettersi in salvo fuggendo altrove (diversi ripararono in Dalmazia), motivo per cui il governatore di Fermo decise la distruzione delle loro abitazioni in città. Ancora oggi l'evento è ricordato da Via delle Case Sfasciate, dove appunto questi palazzi erano collocati.